# Большое Алексеевское
Большое Алексеевское — село в Ступинском районе Московской области России.

## Название
Село Алексеевское получило своё имя в честь митрополита Алексея (ум. в 1378 г.).

## География
Расположено на севере района, на правом берегу реки Северка, высота центра села над уровнем моря — 124 м. На западе Большое Алексеевское граничит с Малым Алексеевским, на востоке, через реку, Малое Ивановское и метрах в 200 на юго-восток — Василево, через село проходит местная автодорога Панино — Малино.

## История
История села Большое Алексеевское неразрывно связана с историей села Малое Алексеевское, так как в середине XVI в. в Коломенском уезде существовала небольшая дворцовая Алексеевская волость с центром в едином селе Алексеевское. До упразднения уездно-губернского деления входило в состав Глебовской волости Коломенского уезда Московской губернии.
В 1929 г. Большое и Малое Алексеевское вошли в Малинский район Московской области, а с 1957 г. стали частью Ступинского района. В 1994—2006 годах Большое Алексеевское — центр Большеалексеевского сельского округа.
В 2005—2017 год входило в состав Аксиньинского сельского поселения.

## Население
| 2002 | 2006  | 2010  |
| ---- | ----- | ----- |
| 1360 | ↗1426 | ↗1449 |

## Инфраструктура
Личное подсобное хозяйство с зоной сельскохозяйственного использования, индивидуальная застройка усадебного типа.
Основа экономики — сельское хозяйство.

## Достопримечательности

### Успенская церковь
В селе действует (богослужения возобновлены в 2000 году) Успенская церковь 1801 года постройки, в три предела: Успенский, Сергия Радонежского и московского митрополита Алексия.

## Транспорт
Остановка общественного транспорта «Большое Алексеевское» в центре села.